# Villa Vera
Villa Vera ist eine große Hotelanlage in der mexikanischen Stadt Acapulco im Bundesstaat Guerrero.

## Lage
Die Hotelanlage befindet sich östlich der gleichnamigen Avenida Villa Vera, wobei sich ihr Eingang in der südlich der Hotelanlage verlaufenden Calle Lomas del Mar befindet.

## Geschichte
Die Hotelanlage wurde 1956 von dem gebürtigen Schweizer Musiker Teddy Stauffer gegründet, der im Norden des Geländes auch einige Tennisplätze anlegen ließ und einen Turm an deren Rand bewohnte, von dem aus er die Bucht von Acapulco überblickte.
Über mehr als 2 Jahrzehnte gehörte Villa Vera, zu deren Besonderheiten es gehört, dass sich ihre Suiten in der Form von Bungalows über die Anlage verteilen und viele über einen eigenen kleinen Swimmingpool verfügen, zu den bevorzugten Hotels der Stadt. Unter den Gästen, die hier übernachteten, waren unter anderem Elizabeth Taylor, Liza Minnelli, John Wayne und Frank Sinatra sowie Brigitte Bardot, Lana Turner und Clark Gable.
Ab den 1980er-Jahren blieben die Weltstars plötzlich weg. Einer der letzten Gäste von Weltruhm soll angeblich Michael Jackson gewesen sein, was jedoch angezweifelt wird.
Von Stauffer, der das Hotel bis in die 1970er-Jahre hinein führte, befindet sich noch heute eine Büste auf der Anlage.
Das Hotel wurde 2011 geschlossen, aber 2016 wiedereröffnet.

## Name
Ursprünglich war Stauffer 1954 damit beauftragt worden, für seinen Geschäftspartner Carl Renstrom ein Haus bauen zu lassen, das dieser für zwei bis drei Monate im Jahr bewohnte und nach seiner Frau benannte. 10 Jahre später eröffneten Stauffer und Renstrom am 23. Januar 1964 das Tequila Go Go, das die erste Diskothek in Acapulco war.